# Gyula Molnár (Skispringer)
Gyula Molnár (* 1952) ist ein ehemaliger ungarischer Skispringer.

## Werdegang
Molnár begann seine internationale Skisprungkarriere mit dem Start bei der Vierschanzentournee 1969/70. Dabei gelang es ihm jedoch in keinem der vier Springen in die Top 70 zu springen, so dass er am Ende nur Rang 72 der Gesamtwertung erreichen konnte.
Bei der Nordischen Skiweltmeisterschaft 1970 in Štrbské Pleso erreichte er von der Normalschanze nach Sprüngen auf 71 und 70 Meter den 61. Rang. Von der Großschanze landete er nach Sprüngen auf 77 und 93,5 Metern auf dem 52. Platz.
Bei seiner zweiten und letzten Vierschanzentournee 1970/71 konnte Molnár seine Leistungen im Vergleich zum Vorjahr leicht steigern. Bereits beim Auftaktspringen in Oberstdorf erreichte er mit Rang 48 das beste Tournee-Einzelsresultat seiner Karriere. Die Tournee beendete er auf Platz 50 der Gesamtwertung.

## Erfolge

### Vierschanzentournee-Platzierungen
| Saison  | Platz | Punkte |
| ------- | ----- | ------ |
| 1969/70 | 72.   | 633,1  |
| 1970/71 | 50.   | 702,7  |